# Liste der Nummer-eins-Hits in der Schweiz (2014)
Dies ist eine Liste der Nummer-eins-Hits in der Schweiz im Jahr 2014. Sie basiert auf den Top 75 Singles und Top 100 Alben der offiziellen Schweizer Hitparade. Neben den digitalen und den Tonträgerverkäufen wird bei den Singles ab der Ausgabe vom 6. Juli auch Streaming anteilig berücksichtigt.

## Singles
| ← 2013 ← | Liste der Nummer-eins-Hits in der Schweiz | Liste der Nummer-eins-Hits in der Schweiz | Liste der Nummer-eins-Hits in der Schweiz                                              | 2015 → |
| \| Zeitraum \| Wo. ges. \| Interpret \| Titel Autor(en) \| Zusätzliche Informationen \| \| (Zeitraum, Wochen auf Platz eins, Interpret, Titel, Autor[en], zusätzliche Informationen) \| \| \| \| \| \| ----------------------------------------------------------------------------------------- \| -------- \| --------------------------------------- \| -------------------------------------------------------------------------------------- \| ----------------------------------------------------------------------------------------------------------------------------------------------------------------------------------------- \| \| 8. Dezember 2013 – 4. Januar 2014 4 Wochen \| 4 \| Milky Chance \| Stolen Dance Clemens Rehbein, Philipp Dausch \| – \| \| 5. Januar 2014 – 11. Januar 2014 1 Woche \| 1 \| Avicii \| Hey Brother Tim Bergling, Ash Pournouri, Vincent Pontare, Dan Tyminski \| – \| \| 12. Januar 2014 – 22. März 2014 10 Wochen (insgesamt 13) \| 13 \| Pharrell Williams \| Happy Pharrell Williams \| – \| \| 23. März 2014 – 12. April 2014 3 Wochen \| 3 \| Mr. Probz \| Waves (Robin Schulz Remix) Dennis Princewell Stehr \| – \| \| 13. April 2014 – 26. April 2014 2 Wochen (insgesamt 13) \| 13 \| Pharrell Williams \| Happy Pharrell Williams \| – \| \| 27. April 2014 – 3. Mai 2014 1 Woche \| 1 \| Shem Thomas \| Crossroads Toby Gad, Rea Garvey \| Die Gewinnerin der zweiten Staffel von The Voice of Switzerland, Tiziana Gulino, kam nur auf Platz acht der Charts. Der Zweitplatzierte Shem Thomas springt dagegen sofort an die Spitze. \| \| 4. Mai 2014 – 10. Mai 2014 1 Woche (insgesamt 13) \| 13 \| Pharrell Williams \| Happy Pharrell Williams \| – \| \| 11. Mai 2014 – 17. Mai 2014 1 Woche \| 1 \| Aneta Sablik \| The One Sylvia Gordon, Konstantin Scherer, Vincent Stein, Matthias Zürkler, Oliver Pum \| Zum zweiten Mal ein Siegertitel einer Castingshow, Sablik gewann Deutschland sucht den Superstar. \| \| 18. Mai 2014 – 24. Mai 2014 1 Woche (insgesamt 3) \| 3 \| Cro \| Traum Christoph Bauss, Fridolin Walcher, Carlo Waibel \| – \| \| 25. Mai 2014 – 31. Mai 2014 1 Woche \| 1 \| John Legend \| All of Me John Stephens, Toby Gad \| – \| \| 1. Juni 2014 – 14. Juni 2014 2 Wochen (insgesamt 3) \| 3 \| Cro \| Traum Christoph Bauss, Fridolin Walcher, Carlo Waibel \| – \| \| 15. Juni 2014 – 11. Oktober 2014 17 Wochen \| 17 \| Lilly Wood & the Prick and Robin Schulz \| Prayer in C (Robin Schulz Remix) Nili Hadida, Benjamin Cotto \| Nach Waves bereits der zweite Remix des deutschen DJs, der in diesem Jahr Platz eins erreicht. \| \| 12. Oktober 2014 – 15. November 2014 5 Wochen \| 5 \| Meghan Trainor \| All About That Bass Kevin Kadish, Meghan Trainor \| – \| \| 16. November 2014 – 29. November 2014 2 Wochen \| 2 \| David Guetta feat. Sam Martin \| Dangerous David Guetta, Giorgio Tuinfort, Sam Martin, Jason Evigan, Lindy Robbins \| – \| \| 30. November 2014 – 3. Januar 2015 5 Wochen \| 5 \| Migros-Ensemble \| Ensemble Georg Schlunegger \| Die schweizerische Weihnachtsbenefizaktion mit zahlreichen nationalen Musikern übertraf deutlich den Erfolg der Songs von Band Aid 30, die zur gleichen Zeit veröffentlicht wurden. \| |                                           |                                           |                                                                                        | |
| ← 2013 |                                           |                                           |                                                                                        | → 2015 → |
| Zeitraum | Wo. ges.                                  | Interpret                                 | Titel Autor(en)                                                                        | Zusätzliche Informationen |
| (Zeitraum, Wochen auf Platz eins, Interpret, Titel, Autor[en], zusätzliche Informationen) |                                           |                                           |                                                                                        | |
| 8. Dezember 2013 – 4. Januar 2014 4 Wochen | 4                                         | Milky Chance                              | Stolen Dance Clemens Rehbein, Philipp Dausch                                           | – |
| 5. Januar 2014 – 11. Januar 2014 1 Woche | 1                                         | Avicii                                    | Hey Brother Tim Bergling, Ash Pournouri, Vincent Pontare, Dan Tyminski                 | – |
| 12. Januar 2014 – 22. März 2014 10 Wochen (insgesamt 13) | 13                                        | Pharrell Williams                         | Happy Pharrell Williams                                                                | – |
| 23. März 2014 – 12. April 2014 3 Wochen | 3                                         | Mr. Probz                                 | Waves (Robin Schulz Remix) Dennis Princewell Stehr                                     | – |
| 13. April 2014 – 26. April 2014 2 Wochen (insgesamt 13) | 13                                        | Pharrell Williams                         | Happy Pharrell Williams                                                                | – |
| 27. April 2014 – 3. Mai 2014 1 Woche | 1                                         | Shem Thomas                               | Crossroads Toby Gad, Rea Garvey                                                        | Die Gewinnerin der zweiten Staffel von The Voice of Switzerland, Tiziana Gulino, kam nur auf Platz acht der Charts. Der Zweitplatzierte Shem Thomas springt dagegen sofort an die Spitze. |
| 4. Mai 2014 – 10. Mai 2014 1 Woche (insgesamt 13) | 13                                        | Pharrell Williams                         | Happy Pharrell Williams                                                                | – |
| 11. Mai 2014 – 17. Mai 2014 1 Woche | 1                                         | Aneta Sablik                              | The One Sylvia Gordon, Konstantin Scherer, Vincent Stein, Matthias Zürkler, Oliver Pum | Zum zweiten Mal ein Siegertitel einer Castingshow, Sablik gewann Deutschland sucht den Superstar.                                                                                         |
| 18. Mai 2014 – 24. Mai 2014 1 Woche (insgesamt 3) | 3                                         | Cro                                       | Traum Christoph Bauss, Fridolin Walcher, Carlo Waibel                                  | – |
| 25. Mai 2014 – 31. Mai 2014 1 Woche | 1                                         | John Legend                               | All of Me John Stephens, Toby Gad                                                      | – |
| 1. Juni 2014 – 14. Juni 2014 2 Wochen (insgesamt 3) | 3                                         | Cro                                       | Traum Christoph Bauss, Fridolin Walcher, Carlo Waibel                                  | – |
| 15. Juni 2014 – 11. Oktober 2014 17 Wochen | 17                                        | Lilly Wood & the Prick and Robin Schulz   | Prayer in C (Robin Schulz Remix) Nili Hadida, Benjamin Cotto                           | Nach Waves bereits der zweite Remix des deutschen DJs, der in diesem Jahr Platz eins erreicht.                                                                                            |
| 12. Oktober 2014 – 15. November 2014 5 Wochen | 5                                         | Meghan Trainor                            | All About That Bass Kevin Kadish, Meghan Trainor                                       | – |
| 16. November 2014 – 29. November 2014 2 Wochen | 2                                         | David Guetta feat. Sam Martin             | Dangerous David Guetta, Giorgio Tuinfort, Sam Martin, Jason Evigan, Lindy Robbins      | – |
| 30. November 2014 – 3. Januar 2015 5 Wochen | 5                                         | Migros-Ensemble                           | Ensemble Georg Schlunegger                                                             | Die schweizerische Weihnachtsbenefizaktion mit zahlreichen nationalen Musikern übertraf deutlich den Erfolg der Songs von Band Aid 30, die zur gleichen Zeit veröffentlicht wurden.       |

## Alben
| ← 2013 ← | Liste der Nummer-eins-Hits in der Schweiz | Liste der Nummer-eins-Hits in der Schweiz    | Liste der Nummer-eins-Hits in der Schweiz            | 2015 → |
| \| Zeitraum \| Wo. ges. \| Interpret \| Titel \| Zusätzliche Informationen \| \| (Zeitraum, Wochen auf Platz eins, Interpret, Titel, zusätzliche Informationen) \| \| \| \| \| \| ------------------------------------------------------------------------------ \| -------- \| -------------------------------------------- \| ---------------------------------------------------- \| --------------------------------------------------------------------------------------------------------------------------------------------------------------------------------------------------------------------- \| \| 22. Dezember 2013 – 4. Januar 2014 2 Wochen \| 2 \| Robbie Williams \| Swings Both Ways \| – \| \| 5. Januar 2014 – 18. Januar 2014 2 Wochen (insgesamt 5) \| 5 \| Stromae \| Racine carrée \| – \| \| 19. Januar 2014 – 1. Februar 2014 2 Wochen \| 2 \| Bruce Springsteen \| High Hopes \| – \| \| 2. Februar 2014 – 8. Februar 2014 1 Woche \| 1 \| Ira May \| The Spell \| – \| \| 9. Februar 2014 – 22. Februar 2014 2 Wochen \| 2 \| Trauffer \| Alpentainer \| – \| \| 23. Februar 2014 – 1. März 2014 1 Woche \| 1 \| Bushido \| Sonny Black \| – \| \| 2. März 2014 – 8. März 2014 1 Woche \| 1 \| Ritschi \| Öpfelboum u Palme \| – \| \| 9. März 2014 – 22. März 2014 2 Wochen \| 2 \| Pharrell Williams \| Girl \| – \| \| 23. März 2014 – 29. März 2014 1 Woche \| 1 \| Les Enfoirés \| Bon anniversaire \| Jubiläumsausgabe zum 25-jährigen Bestehen dieses französischen Musikerprojekts. \| \| 30. März 2014 – 12. April 2014 2 Wochen \| 2 \| Johnny Cash \| Out Among the Stars \| Das posthume Studioalbum mit bis dahin verschollenen Aufnahmen aus den 1980er Jahren erreichte in vielen Ländern hohe Platzierungen, aber nur in der Schweiz die Chartspitze. \| \| 13. April 2014 – 19. April 2014 1 Woche (insgesamt 2) \| 2 \| Gotthard \| Bang! \| – \| \| 20. April 2014 – 26. April 2014 1 Woche \| 1 \| Paolo Nutini \| Caustic Love \| – \| \| 27. April 2014 – 3. Mai 2014 1 Woche (insgesamt 2) \| 2 \| Gotthard \| Bang! \| – \| \| 4. Mai 2014 – 10. Mai 2014 1 Woche \| 1 \| Mimiks \| Vodka Zombie Rambo Gang \| – \| \| 11. Mai 2014 – 17. Mai 2014 1 Woche \| 1 \| Gölä \| Die schönsten Mundart-Balladen – Nashville Aufnahmen \| – \| \| 18. Mai 2014 – 24. Mai 2014 1 Woche \| 1 \| Kollegah \| King \| – \| \| 25. Mai 2014 – 14. Juni 2014 3 Wochen (insgesamt 4) \| 4 \| Coldplay \| Ghost Stories \| Das fünfte Nummer-eins-Studioalbum für die Briten in Folge in der Schweiz. \| \| 15. Juni 2014 – 21. Juni 2014 1 Woche \| 1 \| Cro \| Melodie \| Das Debütalbum Raop hatte in der Schweiz nur Platz sieben erreicht, war aber insgesamt über ein Jahr in den Charts gewesen. \| \| 22. Juni 2014 – 28. Juni 2014 1 Woche \| 1 \| Linkin Park \| The Hunting Party \| Für die US-Rockband ist es das fünfte Nummer-eins-Album in der Schweiz. \| \| 29. Juni 2014 – 19. Juli 2014 3 Wochen (insgesamt 4) \| 4 \| Ed Sheeran \| × \| – \| \| 20. Juli 2014 – 26. Juli 2014 1 Woche (insgesamt 4) \| 4 \| Coldplay \| Ghost Stories \| – \| \| 27. Juli 2014 – 2. August 2014 1 Woche (insgesamt 4) \| 4 \| Ed Sheeran \| × \| – \| \| 3. August 2014 – 9. August 2014 1 Woche \| 1 \| Die Amigos \| Sommerträume \| Mit dem 15. Album in nur sieben Jahren schafft es das deutsche Schlagerduo zum ersten Mal auch in der Schweiz auf Platz eins, während ihnen das in Deutschland und Österreich jeweils bereits zum fünften Mal gelang. \| \| 10. August 2014 – 16. August 2014 1 Woche \| 1 \| Eluveitie \| Origins \| Fünf Studioalben hat die Metalband aus Winterthur veröffentlicht und dabei jedes Mal eine höhere Platzierung erreicht, bis es diesmal für die Spitze gereicht hat. \| \| 17. August 2014 – 6. September 2014 3 Wochen (insgesamt 5) \| 5 \| Helene Fischer \| Farbenspiel \| Zehn Monate nach dem Einstieg auf Platz eins kehrt das Album der erfolgreichen Schlagersängerin an die Spitze zurück und war in der ganzen Zeit nie schlechter notiert als auf Platz neun. \| \| 7. September 2014 – 13. September 2014 1 Woche \| 1 \| DJ Antoine \| 2014 – We Are the Party \| – \| \| 14. September 2014 – 20. September 2014 1 Woche \| 1 \| Majoe \| Breiter als der Türsteher \| Erstes Soloalbum des Rappers Majoe von Majoe & Jasko. \| \| 21. September 2014 – 27. September 2014 1 Woche \| 1 \| Slash feat. Myles Kennedy & the Conspirators \| World on Fire \| – \| \| 28. September 2014 – 4. Oktober 2014 1 Woche \| 1 \| Leonard Cohen \| Popular Problems \| – \| \| 5. Oktober 2014 – 11. Oktober 2014 1 Woche \| 1 \| Franz Arnold’s Wiudä Bärg \| Fidlä ha \| – \| \| 12. Oktober 2014 – 18. Oktober 2014 1 Woche \| 1 \| Sunrise Avenue \| Fairytales – Best of 2006–2014 \| – \| \| 19. Oktober 2014 – 25. Oktober 2014 1 Woche \| 1 \| Shindy \| FVCKB!TCHE$GETMONE¥ \| – \| \| 26. Oktober 2014 – 1. November 2014 1 Woche \| 1 \| Slipknot \| .5: The Gray Chapter \| Es ist das fünfte Studioalbum der maskierten Metal-Band und das zweite, das in der Schweiz an der Chartspitze steht. \| \| 2. November 2014 – 15. November 2014 2 Wochen \| 2 \| Beatrice Egli \| Bis hierher und viel weiter \| – \| \| 16. November 2014 – 22. November 2014 1 Woche \| 1 \| Pink Floyd \| The Endless River \| – \| \| 23. November 2014 – 29. November 2014 1 Woche \| 1 \| Kool Savas \| Märtyrer \| – \| \| 30. November 2014 – 6. Dezember 2014 1 Woche \| 1 \| Herbert Grönemeyer \| Dauernd jetzt \| – \| \| 7. Dezember 2014 – 24. Januar 2015 7 Wochen \| 7 \| AC/DC \| Rock or Bust \| – \| |                                           |                                              |                                                      | |
| ← 2013 |                                           |                                              |                                                      | → 2015 → |
| Zeitraum | Wo. ges.                                  | Interpret                                    | Titel                                                | Zusätzliche Informationen |
| (Zeitraum, Wochen auf Platz eins, Interpret, Titel, zusätzliche Informationen) |                                           |                                              |                                                      | |
| 22. Dezember 2013 – 4. Januar 2014 2 Wochen | 2                                         | Robbie Williams                              | Swings Both Ways                                     | – |
| 5. Januar 2014 – 18. Januar 2014 2 Wochen (insgesamt 5) | 5                                         | Stromae                                      | Racine carrée                                        | – |
| 19. Januar 2014 – 1. Februar 2014 2 Wochen | 2                                         | Bruce Springsteen                            | High Hopes                                           | – |
| 2. Februar 2014 – 8. Februar 2014 1 Woche | 1                                         | Ira May                                      | The Spell                                            | – |
| 9. Februar 2014 – 22. Februar 2014 2 Wochen | 2                                         | Trauffer                                     | Alpentainer                                          | – |
| 23. Februar 2014 – 1. März 2014 1 Woche | 1                                         | Bushido                                      | Sonny Black                                          | – |
| 2. März 2014 – 8. März 2014 1 Woche | 1                                         | Ritschi                                      | Öpfelboum u Palme                                    | – |
| 9. März 2014 – 22. März 2014 2 Wochen | 2                                         | Pharrell Williams                            | Girl                                                 | – |
| 23. März 2014 – 29. März 2014 1 Woche | 1                                         | Les Enfoirés                                 | Bon anniversaire                                     | Jubiläumsausgabe zum 25-jährigen Bestehen dieses französischen Musikerprojekts. |
| 30. März 2014 – 12. April 2014 2 Wochen | 2                                         | Johnny Cash                                  | Out Among the Stars                                  | Das posthume Studioalbum mit bis dahin verschollenen Aufnahmen aus den 1980er Jahren erreichte in vielen Ländern hohe Platzierungen, aber nur in der Schweiz die Chartspitze.                                         |
| 13. April 2014 – 19. April 2014 1 Woche (insgesamt 2) | 2                                         | Gotthard                                     | Bang!                                                | – |
| 20. April 2014 – 26. April 2014 1 Woche | 1                                         | Paolo Nutini                                 | Caustic Love                                         | – |
| 27. April 2014 – 3. Mai 2014 1 Woche (insgesamt 2) | 2                                         | Gotthard                                     | Bang!                                                | – |
| 4. Mai 2014 – 10. Mai 2014 1 Woche | 1                                         | Mimiks                                       | Vodka Zombie Rambo Gang                              | – |
| 11. Mai 2014 – 17. Mai 2014 1 Woche | 1                                         | Gölä                                         | Die schönsten Mundart-Balladen – Nashville Aufnahmen | – |
| 18. Mai 2014 – 24. Mai 2014 1 Woche | 1                                         | Kollegah                                     | King                                                 | – |
| 25. Mai 2014 – 14. Juni 2014 3 Wochen (insgesamt 4) | 4                                         | Coldplay                                     | Ghost Stories                                        | Das fünfte Nummer-eins-Studioalbum für die Briten in Folge in der Schweiz. |
| 15. Juni 2014 – 21. Juni 2014 1 Woche | 1                                         | Cro                                          | Melodie                                              | Das Debütalbum Raop hatte in der Schweiz nur Platz sieben erreicht, war aber insgesamt über ein Jahr in den Charts gewesen.                                                                                           |
| 22. Juni 2014 – 28. Juni 2014 1 Woche | 1                                         | Linkin Park                                  | The Hunting Party                                    | Für die US-Rockband ist es das fünfte Nummer-eins-Album in der Schweiz. |
| 29. Juni 2014 – 19. Juli 2014 3 Wochen (insgesamt 4) | 4                                         | Ed Sheeran                                   | ×                                                    | – |
| 20. Juli 2014 – 26. Juli 2014 1 Woche (insgesamt 4) | 4                                         | Coldplay                                     | Ghost Stories                                        | – |
| 27. Juli 2014 – 2. August 2014 1 Woche (insgesamt 4) | 4                                         | Ed Sheeran                                   | ×                                                    | – |
| 3. August 2014 – 9. August 2014 1 Woche | 1                                         | Die Amigos                                   | Sommerträume                                         | Mit dem 15. Album in nur sieben Jahren schafft es das deutsche Schlagerduo zum ersten Mal auch in der Schweiz auf Platz eins, während ihnen das in Deutschland und Österreich jeweils bereits zum fünften Mal gelang. |
| 10. August 2014 – 16. August 2014 1 Woche | 1                                         | Eluveitie                                    | Origins                                              | Fünf Studioalben hat die Metalband aus Winterthur veröffentlicht und dabei jedes Mal eine höhere Platzierung erreicht, bis es diesmal für die Spitze gereicht hat.                                                    |
| 17. August 2014 – 6. September 2014 3 Wochen (insgesamt 5) | 5                                         | Helene Fischer                               | Farbenspiel                                          | Zehn Monate nach dem Einstieg auf Platz eins kehrt das Album der erfolgreichen Schlagersängerin an die Spitze zurück und war in der ganzen Zeit nie schlechter notiert als auf Platz neun.                            |
| 7. September 2014 – 13. September 2014 1 Woche | 1                                         | DJ Antoine                                   | 2014 – We Are the Party                              | – |
| 14. September 2014 – 20. September 2014 1 Woche | 1                                         | Majoe                                        | Breiter als der Türsteher                            | Erstes Soloalbum des Rappers Majoe von Majoe & Jasko. |
| 21. September 2014 – 27. September 2014 1 Woche | 1                                         | Slash feat. Myles Kennedy & the Conspirators | World on Fire                                        | – |
| 28. September 2014 – 4. Oktober 2014 1 Woche | 1                                         | Leonard Cohen                                | Popular Problems                                     | – |
| 5. Oktober 2014 – 11. Oktober 2014 1 Woche | 1                                         | Franz Arnold’s Wiudä Bärg                    | Fidlä ha                                             | – |
| 12. Oktober 2014 – 18. Oktober 2014 1 Woche | 1                                         | Sunrise Avenue                               | Fairytales – Best of 2006–2014                       | – |
| 19. Oktober 2014 – 25. Oktober 2014 1 Woche | 1                                         | Shindy                                       | FVCKB!TCHE$GETMONE¥                                  | – |
| 26. Oktober 2014 – 1. November 2014 1 Woche | 1                                         | Slipknot                                     | .5: The Gray Chapter                                 | Es ist das fünfte Studioalbum der maskierten Metal-Band und das zweite, das in der Schweiz an der Chartspitze steht.                                                                                                  |
| 2. November 2014 – 15. November 2014 2 Wochen | 2                                         | Beatrice Egli                                | Bis hierher und viel weiter                          | – |
| 16. November 2014 – 22. November 2014 1 Woche | 1                                         | Pink Floyd                                   | The Endless River                                    | – |
| 23. November 2014 – 29. November 2014 1 Woche | 1                                         | Kool Savas                                   | Märtyrer                                             | – |
| 30. November 2014 – 6. Dezember 2014 1 Woche | 1                                         | Herbert Grönemeyer                           | Dauernd jetzt                                        | – |
| 7. Dezember 2014 – 24. Januar 2015 7 Wochen | 7                                         | AC/DC                                        | Rock or Bust                                         | – |

## Jahreshitparaden
| ← 2013 ← | Liste der Nummer-eins-Hits in der Schweiz | Liste der Nummer-eins-Hits in der Schweiz                 | Liste der Nummer-eins-Hits in der Schweiz | 2015 →   |
| \| Singles \| Position# \| Alben \| \| --------------------------------------------------------------------------------------------------------------------------------------------------------- \| --------- \| --------------------------------------------------------- \| \| Happy Pharrell Williams \| 1 \| Farbenspiel Helene Fischer \| \| Prayer in C (Robin Schulz Remix) Lilly Wood & the Prick and Robin Schulz Nili Hadida, Benjamin Cotto \| 2 \| Racine carrée Stromae \| \| I See Fire Ed Sheeran Edward Sheeran \| 3 \| Ghost Stories Coldplay \| \| Atemlos durch die Nacht Helene Fischer Kristina Bach \| 4 \| Rock or Bust AC/DC \| \| Waves (Robin Schulz Remix) Mr. Probz Dennis Princewell Stehr \| 5 \| Die schönsten Mundart-Balladen – Nashville Aufnahmen Gölä \| \| All of Me John Legend John Stephens, Toby Gad \| 6 \| G I R L Pharrell Williams \| \| Rather Be Clean Bandit feat. Jess Glynne James Napier, Jack Patterson, Grace Chatto, Nicole Marshall \| 7 \| Service Publigg Bligg \| \| Stolen Dance Milky Chance Philipp Dausch, Clemens Rehbein \| 8 \| The Endless River Pink Floyd \| \| Chandelier Sia Sia Furler, Jesse Shatkin \| 9 \| × Ed Sheeran \| \| Ensemble Migros-Ensemble Georg Schlunegger \| 10 \| Pure Lebensfreude Beatrice Egli \| \| Changes Faul & Wad Ad vs. Pnau Nick Littlemore, Peter Mayes, Sam Littlemore \| 11 \| Home Sweet Home Andreas Gabalier \| \| Bailando Enrique Iglesias feat. Descemer Bueno und Gente de Zona Enrique Iglesias, Descemer Bueno, Alexander Delgado, Randy Malcom Martinez \| 12 \| Swings Both Ways Robbie Williams \| \| Summer Calvin Harris \| 13 \| Bang! Gotthard \| \| A Sky Full of Stars Coldplay Will Champion, Chris Martin, Guy Berryman, Jonny Buckland \| 14 \| Moon Landing James Blunt \| \| Hey Brother Avicii Salem Al Fakir, Tim Bergling, Veronica Maggio, Ash Pournouri, Vincent Pontare, Dan Tyminski \| 15 \| Alpentainer Trauffer \| \| Traum Cro Christoph Bauss, Fridolin Walcher, Carlo Waibel \| 16 \| Ultraviolence Lana Del Rey \| \| Dark Horse Katy Perry feat. Juicy J Cirkut, Max Martin, Lukasz Gottwald \| 17 \| Zucker fürs Volk Lo & Leduc \| \| Lovers on the Sun David Guetta feat. Sam Martin David Guetta, Sam Martin, Frédéric Riesterer, Giorgio Tuinfort, Jason Evigan, Mike Einziger, Tim Bergling \| 18 \| The Hunting Party Linkin Park \| \| All About That Bass Meghan Trainor Kevin Kadish, Meghan Trainor \| 19 \| Melodie Cro \| \| Stay with Me Sam Smith James Napier, Sam Smith, William Phillips \| 20 \| Love & Gunfire Pegasus \| |                                           |                                                           |                                           |          |
| ← 2013 |                                           |                                                           |                                           | → 2015 → |
| Singles | Position#                                 | Alben                                                     |                                           |          |
| Happy Pharrell Williams | 1                                         | Farbenspiel Helene Fischer                                |                                           |          |
| Prayer in C (Robin Schulz Remix) Lilly Wood & the Prick and Robin Schulz Nili Hadida, Benjamin Cotto | 2                                         | Racine carrée Stromae                                     |                                           |          |
| I See Fire Ed Sheeran Edward Sheeran | 3                                         | Ghost Stories Coldplay                                    |                                           |          |
| Atemlos durch die Nacht Helene Fischer Kristina Bach | 4                                         | Rock or Bust AC/DC                                        |                                           |          |
| Waves (Robin Schulz Remix) Mr. Probz Dennis Princewell Stehr | 5                                         | Die schönsten Mundart-Balladen – Nashville Aufnahmen Gölä |                                           |          |
| All of Me John Legend John Stephens, Toby Gad | 6                                         | G I R L Pharrell Williams                                 |                                           |          |
| Rather Be Clean Bandit feat. Jess Glynne James Napier, Jack Patterson, Grace Chatto, Nicole Marshall | 7                                         | Service Publigg Bligg                                     |                                           |          |
| Stolen Dance Milky Chance Philipp Dausch, Clemens Rehbein | 8                                         | The Endless River Pink Floyd                              |                                           |          |
| Chandelier Sia Sia Furler, Jesse Shatkin | 9                                         | × Ed Sheeran                                              |                                           |          |
| Ensemble Migros-Ensemble Georg Schlunegger | 10                                        | Pure Lebensfreude Beatrice Egli                           |                                           |          |
| Changes Faul & Wad Ad vs. Pnau Nick Littlemore, Peter Mayes, Sam Littlemore | 11                                        | Home Sweet Home Andreas Gabalier                          |                                           |          |
| Bailando Enrique Iglesias feat. Descemer Bueno und Gente de Zona Enrique Iglesias, Descemer Bueno, Alexander Delgado, Randy Malcom Martinez | 12                                        | Swings Both Ways Robbie Williams                          |                                           |          |
| Summer Calvin Harris | 13                                        | Bang! Gotthard                                            |                                           |          |
| A Sky Full of Stars Coldplay Will Champion, Chris Martin, Guy Berryman, Jonny Buckland | 14                                        | Moon Landing James Blunt                                  |                                           |          |
| Hey Brother Avicii Salem Al Fakir, Tim Bergling, Veronica Maggio, Ash Pournouri, Vincent Pontare, Dan Tyminski | 15                                        | Alpentainer Trauffer                                      |                                           |          |
| Traum Cro Christoph Bauss, Fridolin Walcher, Carlo Waibel | 16                                        | Ultraviolence Lana Del Rey                                |                                           |          |
| Dark Horse Katy Perry feat. Juicy J Cirkut, Max Martin, Lukasz Gottwald | 17                                        | Zucker fürs Volk Lo & Leduc                               |                                           |          |
| Lovers on the Sun David Guetta feat. Sam Martin David Guetta, Sam Martin, Frédéric Riesterer, Giorgio Tuinfort, Jason Evigan, Mike Einziger, Tim Bergling | 18                                        | The Hunting Party Linkin Park                             |                                           |          |
| All About That Bass Meghan Trainor Kevin Kadish, Meghan Trainor | 19                                        | Melodie Cro                                               |                                           |          |
| Stay with Me Sam Smith James Napier, Sam Smith, William Phillips | 20                                        | Love & Gunfire Pegasus                                    |                                           |          |